# Michel Mollat du Jourdin
Michel Mollat du Jourdin (ur. 13 lipca 1911 w Ancenis, zm. 11 listopada 1996 w Reims) – francuski historyk, mediewista. 
Członek Akademii Inskrypcji i Literatury Pięknej od 1978. Profesor uniwersytetu Paris IV, pracownik IV sekcji École pratique des hautes études. Wraz z Williamem Jordanem, był prekursorem współczesnych badań historycznych z zakresu dziejów pomocniczości - zwłaszcza dotyczących problemów społecznych oraz psychologicznych ubóstwa. 

## Wybrane publikacje
- Le rotte marittime, Association Internationale d'etudes du sud est européen, Bucarest 1972.
- Ongles bleus, Jacques et Ciompi, les révolutions populaires en Europe aux XIVe et XVe siècles, Paris: Calmann-Lévy 1970.
- Les révolutions populaires en Europe aux XIVe et XVe siècles, Paris: Flammarion 1993.
- Jacques Cœur ou l'esprit d'entreprise au XVe siècle, Paris: 1988.

## Publikacje w języku polskim
- Średniowieczny rodowód Francji nowożytnej XIV-XV wiek, przeł. Eligia Bąkowska, Warszawa: Państwowy Instytut Wydawniczy 1982.
- Europa i morze, przeł. Magdalena Bruczkowska, Warszawa: "Krąg" - "Volumen" 1995.
- (współautor Jehan Desanges), Tysiącletnie szlaki, przeł. Joanna Prądzyńska, Warszawa: "Volumen" - "Bellona" 2000.